# Alice au pays des merveilles (film, 1915)
Pour les articles homonymes, voir Alice au pays des merveilles (homonymie).
Pour plus de détails, voir Fiche technique et Distribution.
Alice au pays des merveilles (Alice in Wonderland) est un film américain réalisé par W.W. Young, d'après le roman éponyme de Lewis Carroll, et sorti en 1915.

## Synopsis
Le film exploite des idées des romans Les Aventures d'Alice au pays des merveilles et de de l'autre côté du miroir tous deux de Lewis Carroll

## Fiche technique
- Titre : Alice au pays des merveilles
- Titre original : Alice in Wonderland
- Réalisation : W.W. Young
- Scénario : W.W. Young, Lewis Carroll
- Durée : 52 minutes
- Pays de production : États-Unis
- Langue : Anglais
- Format : Noir et Blanc
- Date de sortie : 
  - États-Unis : 19 janvier 1915

## Distribution
- Viola Savoy : Alice
- Herbert Rice : le lapin blanc
- Harry Marks : le dodo